# Acanthemblemaria balanorum
Acanthemblemaria balanorum är en fiskart som beskrevs av Vernon E. Brock, 1940. Acanthemblemaria balanorum ingår i släktet Acanthemblemaria och familjen Chaenopsidae. IUCN kategoriserar arten globalt som livskraftig. Inga underarter finns listade i Catalogue of Life.